# 28444 Alexrabii
28444 Alexrabii è un asteroide della fascia principale. Scoperto nel 2000, presenta un'orbita caratterizzata da un semiasse maggiore pari a 2,2644565 UA e da un'eccentricità di 0,1516947, inclinata di 6,74868° rispetto all'eclittica.